# Loepantheraea rosieri
Loepantheraea rosieri är en fjärilsart som beskrevs av Lambertus Johannes Toxopeus 1940. Loepantheraea rosieri ingår i släktet Loepantheraea och familjen påfågelsspinnare. Inga underarter finns listade i Catalogue of Life.

## Bildgalleri

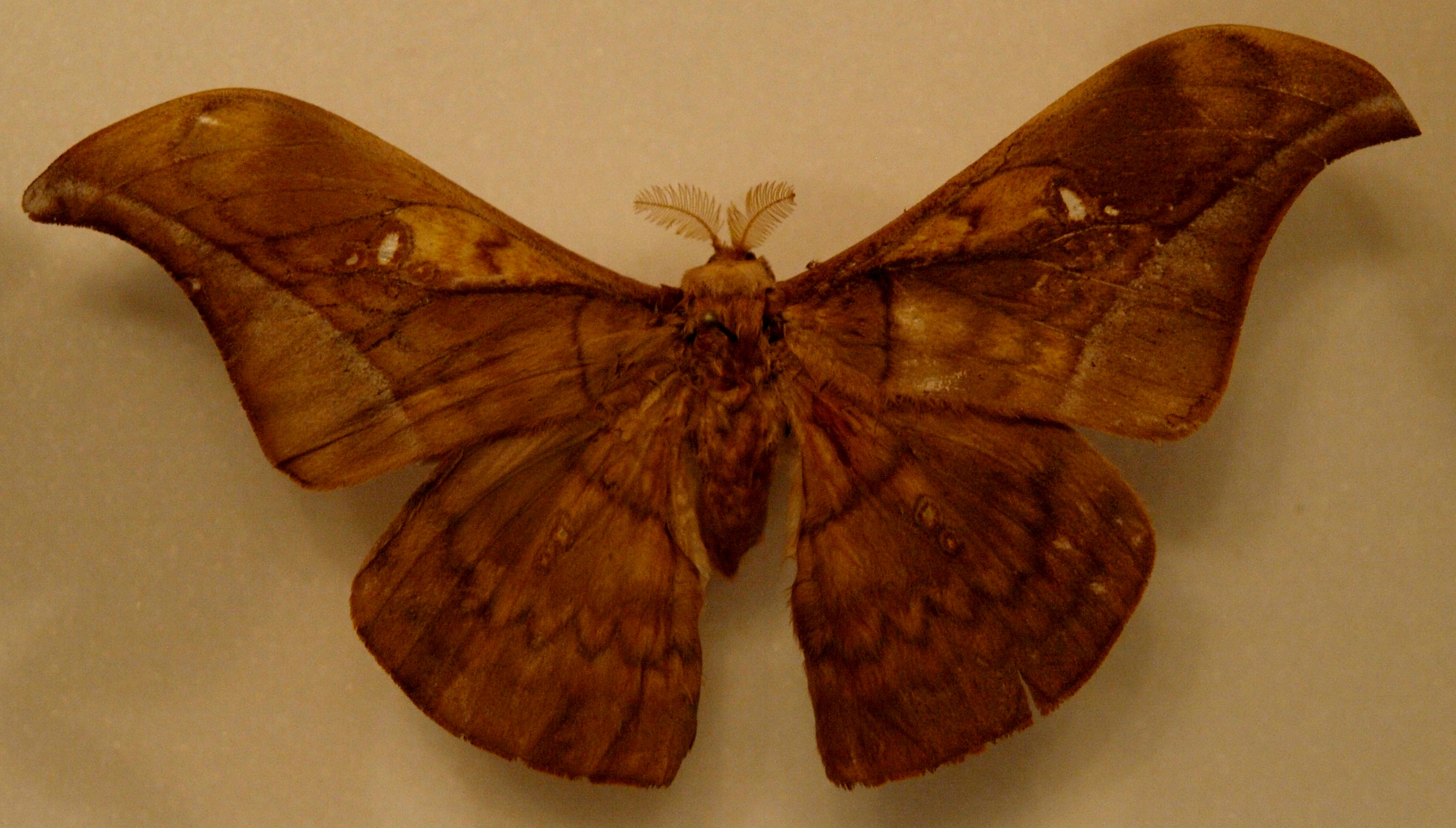